# Jack Endino

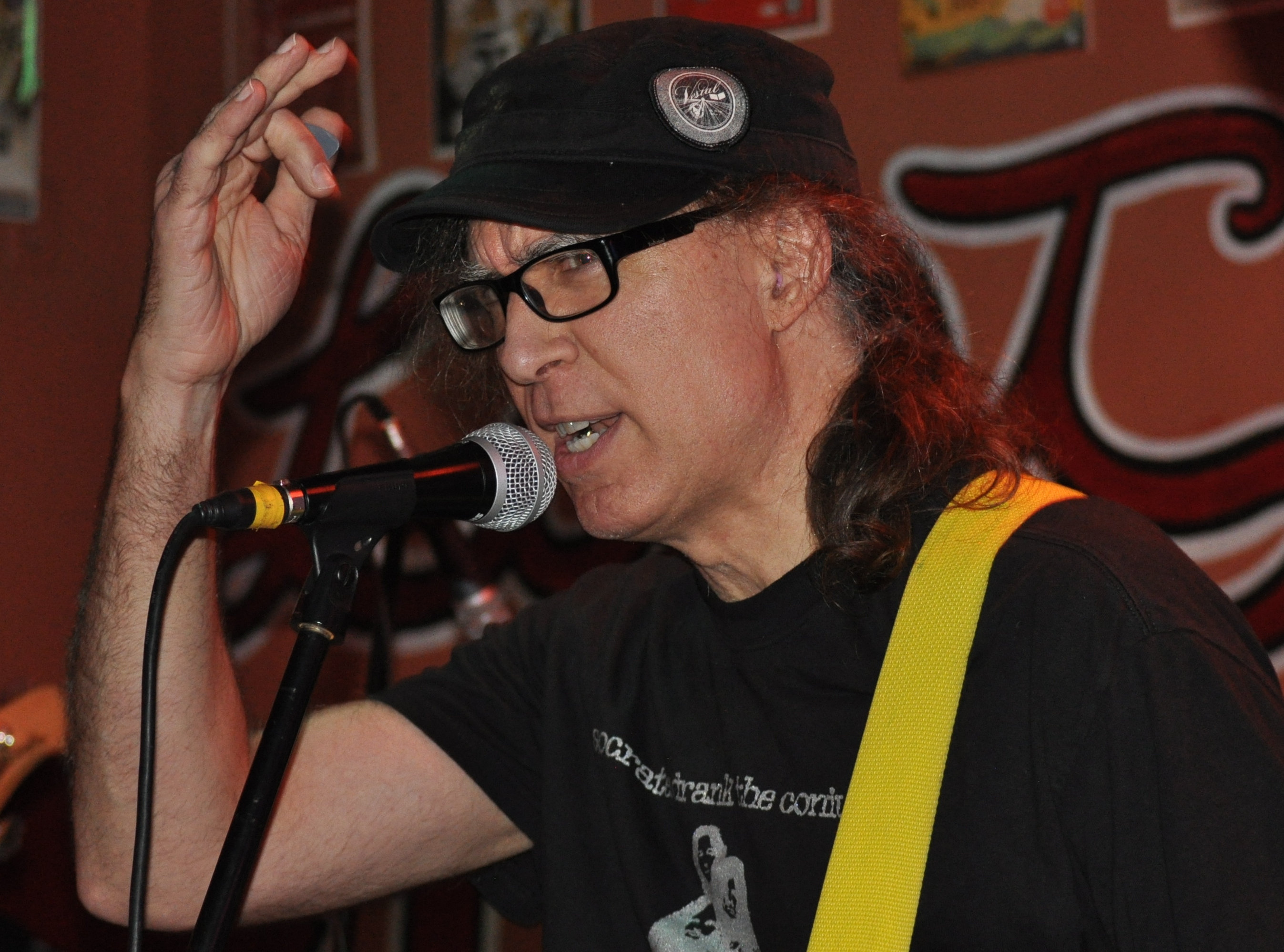
Jack Endino em 2014 tocando com Endino's Earthworm em Seattle.

Jack Endino é um produtor musical de Seattle, EUA. Fortemente associado com a gravadora Sub Pop e com a cena grunge, ele produziu álbuns seminais de bandas como Mudhoney e Soundgarden. Mas é mais famoso por produzir o primeiro álbum do Nirvana, chamado Bleach, lançado em 1989. Recentemente produziu as bandas Hot Hot Heat, Zeke e High on Fire.
Também tocou na clássica banda Skin Yard. Paralelo a isso, também tem um projeto solo, lançando em 2005 o álbum Permanent Fatal Error. Os outros álbuns chamam-se Angle of Attack e Endino's Earthworm. Em 1993, produziu a banda brasileira Titãs, com o álbum Titanomanquia, se juntando depois a eles nos discos Domingo (1995), As Dez Mais (1999), A Melhor Banda de Todos os Tempos da Última Semana (2001) e MTV ao Vivo (2005). Três anos mais tarde (1996), produziu o álbum Skunkworks, trabalho da carreira solo do vocalista do Iron Maiden, Bruce Dickinson. Em 2012 Endino se junta novamente a músicos brasileiros, produzindo e gravando o contrabaixo para a banda 7 Kinds of Monkeys, novo projeto do músico do Espírito Santo Amaro Lima, e produzindo Sei, álbum de Nando Reis, ex-membro dos Titãs. Em 2015 e 2016, voltaria a produzir um álbum dele, Jardim-Pomar, no qual também tocou guitarra em algumas faixas.